# Geely BL

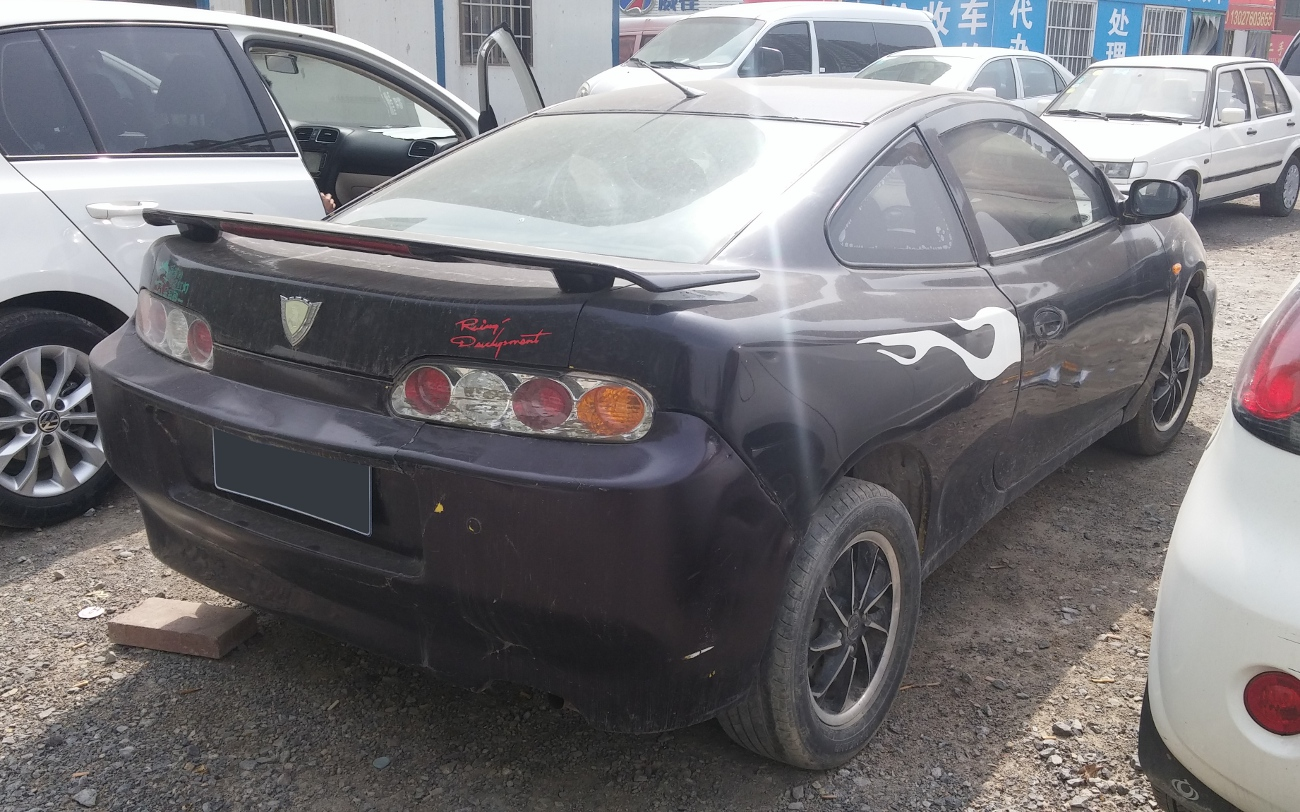
Вид сзади

Geely BL — спортивный автомобиль, выпускавшийся компанией Geely Automobile с 2003 по 2006 год. Вытеснен с конвейера моделью Geely CD.

## Описание
Автомобиль Geely BL дебютировал в январе 2003 года под оригинальным названием Geely Meirenbao. По сути, это первый автомобиль с аппаратом караоке. При разработке дизайна автомобиля был учтён опыт Toyota Celica, передней части — Honda Integra, а задней части — Toyota Supra.

## Технические характеристики
Автомобиль Geely BL оснащался 1,3-литровым двигателем внутреннего сгорания Toyota A. С 2006 года автомобиль оснащался 1,8-литровым двигателем JL481Q, развивающим максимальную скорость 190 км/ч.